# Haaretz
Haaretz (en hébreu : הארץ, litt. « Le Pays »), parfois écrit Ha'aretz, est un journal quotidien israélien. 
Il publie une version anglophone adaptée, principalement destinée à une audience internationale. Sa ligne éditoriale se situe au centre-gauche au sens israélien, c'est-à-dire critique du gouvernement et favorable à l'existence d'un État palestinien. Elle se situe à droite sur le plan socio-économique.
Il appartient à la famille Schocken depuis trois générations ; son dirigeant est Amos Schocken.
Les années 1920 sont marquées par l'orientation libérale de l'éditeur Moshe Gluecksohn, puis prônant la liberté d'opinions avec l'éditeur Gershom Schocken dans les années 1940. Dans les années 2000, le journal adopte l'orientation post-sioniste de l'éditeur Amos Schocken. Pendant la guerre de 2023-2025 dans la bande de Gaza, il est l’un des rares médias israéliens à documenter les conséquences de la guerre pour les Palestiniens.

## Histoire
Haaretz a été créé en 1919 à Jérusalem dans la Palestine mandataire par Itzhak Leib Goldberg sous le nom de Hadashot Haaretz (Nouvelles de la Terre [d'Israël]), un peu plus tard abrégé en Haaretz. Il a été pendant 15 ans une coopérative de ses employés, en fait sous la direction assez autoritaire de Moshe Glickson et le soutien financier de quelques philanthropes, parmi lesquels le lexicographe Yehuda Gour. Dans les années 1930, à cause de difficultés économiques, il a été vendu à David Cohen et son frère[Qui ?], et en 1935 a été acquis par Shlomo Zalman Schocken.
De 1932 à 1973 le journal a siégé à Tel Aviv rue Mazeh 53, dans un bâtiment de style international (Bauhaus). Celui-ci a été très endommagé le 16 mai 1948 lors du bombardement de la ville par l'aviation égyptienne durant la Guerre israélo-arabe de 1948. 5 ouvriers de la typographie ont été tués et le dépôt de papier a été totalement brûlé. Toutefois le journal ne cessa pas sa parution et le bâtiment a ensuite été restauré. Haaretz a déménagé en 1973 dans son nouveau siège rue Aliyah, maintenant rue Schocken.
La ligne éditoriale du journal se précise sous la férule de Gershom Schocken, éditeur en chef de 1939 à 1990. Haaretz est sioniste et orienté au centre droit. Schocken fut remplacé en 1990 par Hanoch Marmari et Yoël Esteron, démissionnaires en 2004 pour protester de l'avancement décidé par les actionnaires du rédacteur en chef de la section économique, Guy Rolnik (en). Ils furent remplacés par David Landau et Tami Litani[Qui ?].
En 2000, la rédaction a lancé le projet Haaretz 21 pour recruter des journalistes Arabes israéliens alors que ces derniers étaient jusqu'alors presque totalement exclus des médias israéliens.
En 2008 la famille Schocken approuve la réforme proposée par Guy Rolnik, et le journal se tourne résolument vers le numérique. Le conseil de surveillance nomme Dov Alfon au poste de rédacteur en chef. Il renoue avec un journalisme d'investigation qui remplace le ton plutôt éditorial[pas clair] des articles. Le quotidien révèle entre autres les soupçons de corruption pesant sur le premier ministre d'alors, Ehud Olmert. La série d'articles publiée par Haaretz mène finalement Olmert en prison, une première en Israël.
En 2012, face à la baisse régulière de son lectorat, le journal est au bord de la faillite et doit lancer des coupes drastiques dans son budget. Depuis 2012, il subit une politique d'austérité budgétaire.
En 2019, pour son centenaire, Haaretz signe un accord avec la Bibliothèque nationale d'Israël pour numériser ses publications depuis sa création en 1919.
Bien que peu lu en Israël – une audience de 5 % –, le journal est très reconnu à l’étranger. 

## Ligne éditoriale

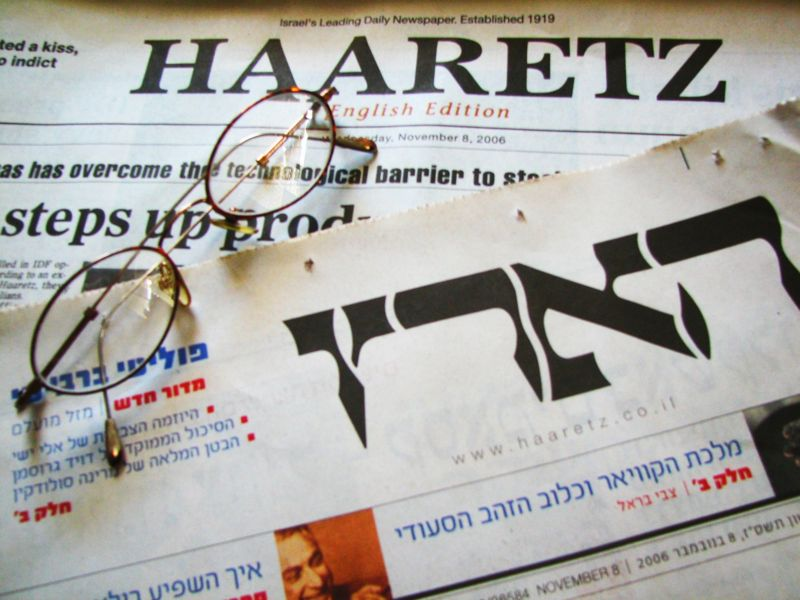
L'édition anglaise et l'édition hébraïque du journal

En Israël, Haaretz jouit d'un statut ambigu. Quotidien de référence, il est perçu comme le journal des intellectuels mais est violemment critiqué, parfois détesté, pour son positionnement au centre-gauche, unique au sein de la grande presse israélienne. Il est parfois considéré comme le seul pôle d'opposition aux gouvernants israéliens.
Il est le seul journal israélien à proposer à ses lecteurs une couverture régulière de l'occupation des territoires palestiniens. Ce sujet est couvert en particulier par Gidéon Lévy et Amira Hass, seule journaliste israélienne basée en territoire occupé. Le journal se veut pluraliste et ouvre aussi ses pages à des auteurs favorables à la colonisation, notamment Israel Harel, qui représente le point de vue des colons.
Haaretz était situé plutôt à droite jusqu'aux années 1990. Il s'oriente alors plus à gauche en réaction à la radicalisation nationaliste d'une partie de la société israélienne, ce qu'il perçoit comme une menace pour la démocratie. Il a soutenu les accords d'Oslo et les droits des Palestiniens, allant régulièrement à l'encontre de l'opinion dominante en Israël. Néanmoins, une étude de 2003 de l'université Harvard sur le traitement médiatique du conflit israélo-palestinien conclut qu'Haaretz a une lecture du conflit globalement pro-israélienne. C'est surtout à partir de 2008 et l'arrivée de Dov Alfon comme rédacteur en chef que le journal devient critique à l'égard de la colonisation. En 2009 Haaretz publie des témoignages de soldats sur les crimes de guerre commis durant la guerre à Gaza, qui vient alors de se terminer. En avril 2010, éclate l'affaire Anat Kam-Uri Blau, du nom des journalistes impliqués. Haaretz publie notamment des informations selon lesquelles l'armée israélienne prépare des assassinats ciblés de personnes recherchées en prenant le risque calculé de tuer des civils, s’opposant ainsi à une décision de la Cour Suprême. Si l'affaire était déjà connue hors d’Israël, les médias israéliens sont pour leur part soumis à la censure et avaient interdiction de publier sur ce sujet. Haaretz est visé par une violence campagne de dénigrement de la part de la presse populaire. Pendant la guerre de 2023-2024 dans la bande de Gaza, The Seventh Eye, site d'investigation israélien consacré aux médias, observe que le quotidien Haaretz est avec le site d'information en ligne +972 Magazine le seul média à enquêter sur la bande de Gaza, le reste du paysage médiatique israélien apportant un soutien inconditionnel aux opérations de l'armée et ignorant les souffrances subies par la population palestinienne,. Haaretz est pour cette raison vivement critiqué par le gouvernement. Le quotidien a aussi traité de la discrimination des Israéliens d’origine orientale, comme l'affaire des enfants yéménites.
Sur le plan économique, il est favorable au libéralisme économique, notamment à travers la collaboration de Nehamia Strassler et au supplément économique, the Marker. La gestion du journal obéit aussi à une logique libérale, et son patron, Amos Shoken, a choisi de favoriser les contrats personnels et défend dans son journal la libéralisation du marché du travail.

## Critiques
Selon certains de ses opposants, la ligne éditoriale de Haaretz est parfois qualifiée « d'extrême-gauche », et d'idéologiquement orientée,. En 2024, le ministre des communications Shlomo Karhi fait approuver une loi mettant fin à toutes les publicités, abonnements et autres liens commerciaux de l’État avec le journal de centre-gauche,. Haaretz fait l'objet en 2024 de menaces et d'actes d'intimidation de la part des partisans de Benyamin Netanyahou. Ses locaux sont attaqués à plusieurs reprises, l'un de ses journalistes est agressé alors qu'il couvrait la « marche des drapeaux » de nationalistes israéliens à Jérusalem-Est, tandis qu'un autre révèle avoir été menacé par de hauts responsables des services secrets israéliens.
Le journal est aussi parfois critiqué par des médias alternatifs israéliens. Il est reproché à Haaretz sa modération dans la critique des agissements des autorités israéliennes en territoires occupés et de ne pas couvrir une grande partie des meurtres de Palestiniens par des soldats ou des attaques de colons, notamment car ces sujets sont supposés ne pas intéresser le public israélien.
D’après The Jerusalem Post, le rédacteur en chef de Haaretz David Landau a déclaré à la conférence Limmud de 2007 à Moscou qu'il avait demandé aux journalistes de ne « pas parler des enquêtes pénales contre le Premier ministre, Ariel Sharon pour corruption, dans le but de promouvoir le Plan de désengagement des territoires occupés ».
Pour Isi Leibler (en), journaliste au Jerusalem Post et militant des droits de l'Homme, « Pourrait-on, par exemple, imaginer que le New York Times cache des informations sur un président américain impliqué dans un scandale de corruption pour promouvoir les objectifs de politique étrangère de son administration ? Aucun journal d'intégrité dans le monde n'accepterait qu'un rédacteur en chef fasse une déclaration aussi scandaleuse. [...] Exploiter un journal comme véhicule de propagande pour une clique d'idéologues gauchistes prêts à tout, y compris supprimer ou étouffer des informations sur les actions potentiellement criminelles d'un premier ministre en exercice afin de poursuivre un agenda privé ne doit pas être toléré dans un pays qui prétend respecter des normes de conduite éthiques et démocratiques. »

## Le groupe
Le tirage d'Haaretz avoisine les 75 000 exemplaires en semaine, et 95 000 le vendredi. Une version anglaise est vendue en supplément du International Herald Tribune.
Il offre chaque jour une série de suppléments sur la littérature, l'économie, l'art de vivre ou le sport, et dispose également, comme tous les grands quotidiens israéliens, d'un supplément du vendredi, appelé Mossaf Haaretz. Il existe également un supplément économique, The Marker (en).
Une édition en ligne existe, aussi bien en anglais qu'en hébreu. Cependant, la version anglaise ne reprend pas l'intégralité des articles parus en hébreu.
Le groupe comprend aussi une imprimerie. L'ensemble du groupe comprend quinze titres locaux. Selon le quotidien, le groupe est estimé à 100 millions de dollars américains « en tenant compte de plusieurs millions de dettes ».
En août 2006, le journal a annoncé une prise de participation par le groupe allemand M. DuMont Schauberg à hauteur de 25 %. Cette arrivée devrait lui fournir les moyens financiers pour prendre une participation de 44,5 %, soit trente-trois millions de dollars, dans Bezeq, le site Internet le plus populaire en Israël[réf. nécessaire]. Cette  décision cause la controverse en Israël en raison des anciens liens de l'éditeur allemand avec le régime nazi.

## Journalistes
Parmi les journalistes de ce quotidien :
- Yoël Marcus (en) ;
- Zeev Schiff, réputé pour ses analyses sur les questions militaires et liées à la sécurité ;
- Gideon Levy ;
- Danny Rubinstein (en) ;
- Amir Oren (he) ;
- Anshel Pfeffer (en) ;
- Amira Hass, journaliste et auteure, l'un des rares reporters israéliens ayant établi domicile dans les Territoires sous autorité palestinienne, en l'occurrence à Ramallah.
- Israel Harel, colon israélien représentant le point de vue pro-colonisation dans les pages opinions du journal.
- Sheren Falah Saab, elle couvre essentiellement la société et la culture des Palestiniens citoyens israéliens.